# Maki (konstruktőr)
A Maki, teljes nevén Maki Engineering egy már megszűnt Formula–1-es konstruktőr. Érdekesség, hogy bár nyolc versenyen is részt vettek, egyen sem tudtak elindulni.
Az istálló versenyzője, Tony Trimmer egyedül egy, a világbajnokság végeredményébe be nem számító versenyen, az 1975-ös svájci nagydíjon tudott elindulni, itt tizenharmadik lett.

## Háttér
Kenji Mimura és Masao Ono huszonéves japán fiatalemberek alapították az 1970-es évek elején azzal a céllal, hogy meghódítsák a Formula–1-et.
A projekt élén álló Kenji Mimura és Masao Ono szerződtette Howden Ganleyt, aki már rendelkezett Formula–1-es tapasztalattal. 33 nagydíjon volt már a háta mögött. A csapat bázisa Ganley londoni műhelyében lett, így a második karosszéria és a két tartalék már Londonban készült el, az F101-re keresztelt autót a projekt két vezére, Mimura és Ono tervezte. Amikor aztán 1974 márciusának közepén az addig teljes titokban tartott projektet leleplezték. Az autó radikális és egyértelműen szabálytalan orrot és egy hatalmas, a fél pilótafülkét lefedő szélvédőt vonultatott fel.
Az első tervek szerint két autót indított volna a csapat 1974-ben, ám nem sikerült az ehhez szükséges anyagi feltételeket biztosítani, így az első tesztet teljesítő Shaw Hayami hamarosan inkább a politika felé fordult. Egyébként a második számú pilóta lett volna. Ganley elől eltitkolták e teszt köridőit, ugyanis már ekkor, március végén világossá vált, hogy autójuk egyszerűen alkalmatlan a királykategóriára. Az egyenesekben lassú volt, a kanyarokban bizonytalan, ráadásul folyamatosan túlmelegedett. Az autó 150 kilogramm túlsúllyal küzdött. Die auffällig gestaltete Karosserie des F101 wurde als sehr klobig empfunden:

## Története

### 1974
1974-es szezon 6. futamán Monacóban debütáltak volna, de a Nemzetközi Automobil Szövetség visszautasította őket. Ezután a júliusi Brit Nagydíjra akart benevezni csapat, ám Ganley kijelentette, hogy ezt az autót nem hajlandó vezetni. Az ő útmutatásai szerint alakították át az F101-et, melyen a hátsó szárny kivételével semmi nem maradt változatlan, a túlsúly viszont még mindig 100 kilogramm körül volt. Esélyük sem volt kvalifikálni a futamra, a 35 nevezőből Ganley a 32. helyen zárta az időmérő edzést, miközben csak 25-en állhattak rajthoz.
A következő hétvégén aztán a Maki szezonja és Ganley Formula–1-es karrierje is véget ért. Az új-zélandi első pénteki edzéskörén a felfüggesztés hibájából hatalmasat bukott, autója eleje leszakadt, s bár saját lábán szállt ki a roncsból, pillanatokkal később összeesett a pályán, mint kiderült, súlyos bokasérülést szenvedett. A Maki szeretett volna még a szezon során visszatérni, sőt év végére Ganley is felépült, ám az autót át kellett volna alakítani, hogy versenyképesebb legyen, amire viszont pénz nem volt, így egyetlen sikertelen időmérő, valamint egy balesettel zárult edzéskör után véget kellett vetni az 1974-es projektnek.

### 1975
1975-re a Maki megszerezte a Citizen óramárka támogatását, s az innen származó összegből el tudták kezdeni az egyik tartalékkarosszéria átépítését, ismét új koncepció szerint. Az F101C már Goodyear-abroncsokon gurult, a versenyző kiléte viszont eleinte bizonytalan volt, de végül Dave Walkerre esett a választás. Az ausztrál végül még csak egy időmérőn sem szerepelt a Maki színeiben, hiszen hiába érkezett meg Zolderbe, az első futamra, melyre a csapat benevezett, az istálló nem bukkant fel. A Svéd Nagydíjra szintén neveztek, de innen már a versenyző is távol maradt, hogy aztán Hollandiában végre feltűnjön a színen a Maki. A pilótájuk a piacvezető japán kimonógyártó cég tulajdonosának fia, Hiroshio Fushida volt, akinek ráadásul garantált helye lett volna a rajtrácson a 25 nevező miatt, ám a szabadedzésen túlpörgette és tönkretette a Ford-motort és tartalék pedig nem volt.
Mire sikerült újat szerezni, egy futam már el is telt, így Fushida legközelebb a Brit Nagydíjra próbálhatta meg kvalifikálni magát, 26 hely volt és 28 induló, a japán pedig a 28., azaz utolsó helyen zárta az időmérőt. A Maki F101C még annyira se volt versenyképes, mint az elődje, s a helyzet csak rosszabb lett a Nürburgringre a csapat ugyanis az előző évi fiaskó után alaposan megerősítette az autót, hogy egyáltalán kibírja a pályát ez viszont azt eredményezte, hogy még a korábbinál is nehezebb lett. Így aztán a Fushida helyére ültetett Tony Trimmernek esélye sem volt kvalifikálni magát, még annak ellenére sem, hogy mindössze egy riválist kellett volna ehhez megelőzni. Mielőtt az autó végül tönkrement, Trimmer egy a pole-tól röpke 44,5 másodperccel lassabb kört tudott összehozni. Az utolsó bejutó Lombarditól közel 7 másodperccel maradt el. Ausztriában a felfüggesztés ment tönkre az időmérőn, Olaszországban pedig a kuplung. A bajnokságon kívüli Svájci Nagydíjon rajthoz állhatott Trimmer, aki hat kör hátránnyal lett utolsó. A Maki ezt követően eltűnt a királykategóriából, Ono pedig elhagyta Mimurát, hogy a Kojima F1-es projektjén dolgozzon a továbbiakban.

### 1976
Az egyedül maradt alapító szerette volna, ha nemcsak volt partnere autója lesz ott az 1976-os első Japán Nagydíjon, hanem az övé is, így papírra vetett egy vadonatúj Makit, az F102A-t, mely még az előzőeknél is rémesebbre sikeredett, s mint kiderült a súly minimalizálása érdekében a biztonságot is feláldozták. Trimmer egyetlen gyorskört tudott megtenni az autóval, mielőtt tönkrement volna, 18 másodperccel volt lassabb a pole-időnél. Az utolsó utáni pillanatban felmerült a lehetősége, hogy Trimmer egy Shadow volánja mögött rajthoz állhatna a futamon, ám a csapat nem engedte, mondván hogy velük áll szerződésben, ezzel megfosztották karrierje egyetlen világbajnoki futamindulásától.

## Teljes Formula–1-es eredménylistája
(Táblázat értelmezése)

(Félkövér: pole-pozícióból indult; dőlt: leggyorsabb kört futott) 

| Év   | Kasztni    | Motor   | Gumi | Versenyző     | 1   | 2   | 3   | 4   | 5   | 6   | 7   | 8   | 9   | 10  | 11  | 12  | 13  | 14  | 15  | 16  | Pont | Poz. |
| ---- | ---------- | ------- | ---- | ------------- | --- | --- | --- | --- | --- | --- | --- | --- | --- | --- | --- | --- | --- | --- | --- | --- | ---- | ---- |
| 1974 | Maki F101  | Ford V8 | F    |               | ARG | BRA | RSA | ESP | BEL | MON | SWE | NED | FRA | GBR | GER | AUT | ITA | CAN | USA |     | 0    | -    |
| 1974 | Maki F101  | Ford V8 | F    | Howden Ganley |     |     |     |     |     |     |     |     |     | Nk  | Nk  |     |     |     |     |     | 0    | -    |
| 1975 | Maki F101C | Ford V8 | G    |               | ARG | BRA | RSA | ESP | MON | BEL | SWE | NED | FRA | GBR | GER | AUT | ITA | USA |     |     | 0    | -    |
| 1975 | Maki F101C | Ford V8 | G    | Fusida Hirosi |     |     |     |     |     |     |     | Ni  |     | Nk  |     |     |     |     |     |     | 0    | -    |
| 1975 | Maki F101C | Ford V8 | G    | Tony Trimmer  |     |     |     |     |     |     |     |     |     |     | Nk  | Nk  | Nk  |     |     |     | 0    | -    |
| 1976 | Maki F102A | Ford V8 | G    |               | BRA | RSA | USW | ESP | BEL | MON | SWE | FRA | GBR | GER | AUT | NED | ITA | CAN | USA | JPN | 0    | -    |
| 1976 | Maki F102A | Ford V8 | G    | Tony Trimmer  |     |     |     |     |     |     |     |     |     |     |     |     |     |     |     | Nk  | 0    | -    |